# Pegomya spinulosa
Pegomya spinulosa este o specie de muște din genul Pegomya, familia Anthomyiidae, descrisă de Fan în anul 1982. Conform Catalogue of Life specia Pegomya spinulosa nu are subspecii cunoscute.